# Tečem skozi čas
Tečem skozi čas  je devetnajsti studijski album Aleksandra Mežka, ki je izšel leta 2007 pri založbi Eye Witness Records. Avtor glasbe je Aleksander Mežek, besedila skladb pa sta napisala Mežek in Jan Tomazin.

## Seznam skladb
Avtor glasbe je Aleksander Mežek, besedila skladb pa so delo Mežka in Jana Tomazina.
| Št. | Naslov            | Dolžina |
| --- | ----------------- | ------- |
| 1.  | „Polet I‟         | 4:15    |
| 2.  | „Polet II‟        | 4:28    |
| 3.  | „Prepih‟          | 4:09    |
| 4.  | „Utrip‟           | 3:46    |
| 5.  | „Kamnita ograja‟  | 5:06    |
| 6.  | „Tečem skozi čas‟ | 4:59    |
| 7.  | „Žarek‟           | 3:53    |
| 8.  | „Najina pesem‟    | 4:11    |
| 9.  | „Na dlani mesta‟  | 4:20    |
| 10. | „Konc‟            | 2:39    |

## Zasedba
- Aleksander Mežek – vokal
- Dave Goodes – električna kitara, akustična kitara, bas kitara, bobni